# 바탁족

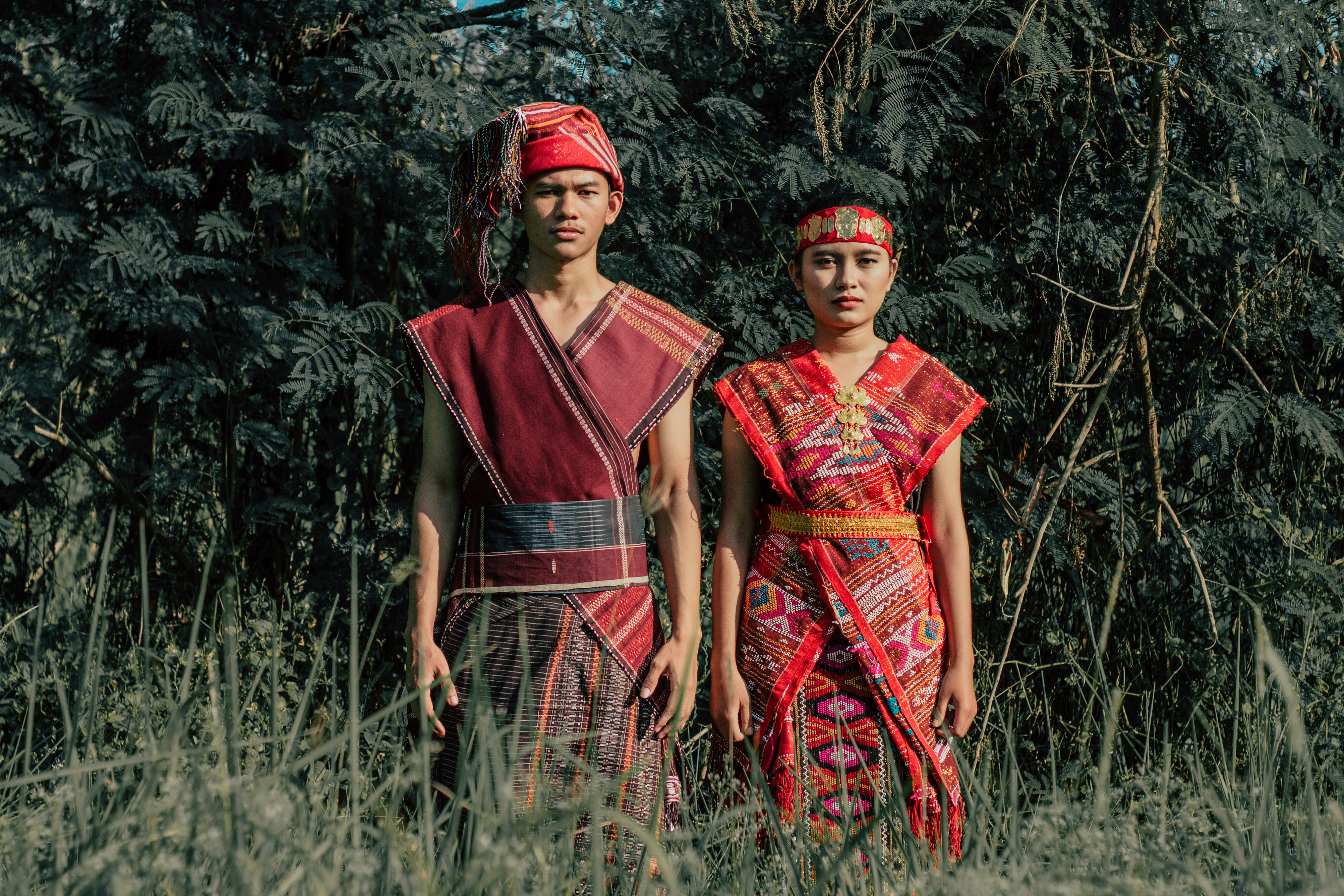

바탁족(Batak)은 주로 인도네시아 수마트라섬 북부 토바호 주변에 살며 바탁어를 사용하는 오스트로네시아계 민족집단의 총칭이다. 하위 집단에는 카로족, 팍팍족, 시말룽군족,  토바족, 앙콜라족, 만다일링족을 비롯하여 다양한 언어와 전통(아닷; Adat)을 가진 민족들이 포함된다.

## 같이 보기
- 바탁 문자